# Hogna bonifacioi
Hogna bonifacioi este o specie de păianjeni din genul Hogna, familia Lycosidae, descrisă de Alberto Barrion și Litsinger, 1995.
Este endemică în Filipine. Conform Catalogue of Life specia Hogna bonifacioi nu are subspecii cunoscute.